# Qingyuan (Fushun)
Qingyuan (en chino, 清原; pinyin, Qīngyuán) es un condado-autónomo, bajo la administración directa de la ciudad-prefectura de Fushun en la provincia de Liaoning, al noreste de la República Popular China. Limita al oeste con la provincia de Jilin. Su área es de 3.921 km² a 240 metros sobre el nivel del mar y su población para 2010 fue cercana a los 300 mil habitantes.

## Administración
El condado autónomo de Qíngyuan se divide en 14 pueblos, que se administran en 9 poblados y 5 aldeas.
poblado:
- Qingyuan
- Dagujia (大孤家镇)
- Hongtoushan (红透山镇)
- Ying'emen (英额门镇)
- Nanshancheng (南山城镇)
- Nankouqian (南口前镇)
- Caoshi (草市镇)
- Xiajiabao (夏家堡镇)
- Wandianzi (湾甸子镇)

aldea:
- Tukouzi (土口子乡)
- Beisanjia (北三家乡)
- Aojiabao (敖家堡乡)
- Dasuhe (大苏河乡)
- Gounai (枸乃甸乡)

## Toponimia
Qingyuan [/Ching-Yuán/] está formada por los sinogramas Qing (清 claro) y Yuan (原 llano) y significa «la (tierra) es clara y plana». Debido a que tenía el mismo nombre que el condado Qingyuan (清源) en la provincia de Shanxi, se eliminó el radical del agua (  氵) a Yuan en julio de 1928. 
Como las otras regiones autónomas, se caracteriza por estar asociada a un grupo étnico minoritario, en este caso, los manchús . La región recibió la condición de "autónomo" cuando se estableció el Condado autónomo manchú de Qingyuan en 1989.

## Clima
| Parámetros climáticos promedio de Qíngyuan (1971–2000) | Parámetros climáticos promedio de Qíngyuan (1971–2000) | Parámetros climáticos promedio de Qíngyuan (1971–2000) | Parámetros climáticos promedio de Qíngyuan (1971–2000) | Parámetros climáticos promedio de Qíngyuan (1971–2000) | Parámetros climáticos promedio de Qíngyuan (1971–2000) | Parámetros climáticos promedio de Qíngyuan (1971–2000) | Parámetros climáticos promedio de Qíngyuan (1971–2000) | Parámetros climáticos promedio de Qíngyuan (1971–2000) | Parámetros climáticos promedio de Qíngyuan (1971–2000) | Parámetros climáticos promedio de Qíngyuan (1971–2000) | Parámetros climáticos promedio de Qíngyuan (1971–2000) | Parámetros climáticos promedio de Qíngyuan (1971–2000) | Parámetros climáticos promedio de Qíngyuan (1971–2000) |
| Mes                                                    | Ene.                                                   | Feb.                                                   | Mar.                                                   | Abr.                                                   | May.                                                   | Jun.                                                   | Jul.                                                   | Ago.                                                   | Sep.                                                   | Oct.                                                   | Nov.                                                   | Dic.                                                   | Anual                                                  |
| ------------------------------------------------------ | ------------------------------------------------------ | ------------------------------------------------------ | ------------------------------------------------------ | ------------------------------------------------------ | ------------------------------------------------------ | ------------------------------------------------------ | ------------------------------------------------------ | ------------------------------------------------------ | ------------------------------------------------------ | ------------------------------------------------------ | ------------------------------------------------------ | ------------------------------------------------------ | ------------------------------------------------------ |
| Temp. máx. media (°C)                                  | −5.9                                                   | −1.8                                                   | 5.7                                                    | 15.8                                                   | 22.3                                                   | 26.5                                                   | 28.7                                                   | 27.9                                                   | 22.8                                                   | 15.3                                                   | 4.9                                                    | −3.2                                                   | 13.3                                                   |
| Temp. mín. media (°C)                                  | −21.4                                                  | −17.0                                                  | −7.3                                                   | 1.1                                                    | 7.7                                                    | 14.0                                                   | 18.5                                                   | 17.1                                                   | 8.9                                                    | 0.7                                                    | −7.8                                                   | −16.9                                                  | −0.2                                                   |
| Precipitación total (mm)                               | 7.1                                                    | 7.5                                                    | 19.3                                                   | 45.8                                                   | 64.3                                                   | 112.3                                                  | 197.3                                                  | 166.1                                                  | 71.2                                                   | 47.7                                                   | 23.9                                                   | 11.2                                                   | 773.7                                                  |
| Días de precipitaciones (≥ 0.1 mm)                     | 5.3                                                    | 5.8                                                    | 6.9                                                    | 9.4                                                    | 11.8                                                   | 15.0                                                   | 16.0                                                   | 14.0                                                   | 9.6                                                    | 8.4                                                    | 8.1                                                    | 6.0                                                    | 116.3                                                  |
| Fuente: Weather China                                  |                                                        |                                                        |                                                        |                                                        |                                                        |                                                        |                                                        |                                                        |                                                        |                                                        |                                                        |                                                        |                                                        |